# Piptocarpha
Piptocarpha là một chi thực vật có hoa trong họ Cúc (Asteraceae).

## Loài
Chi Piptocarpha gồm các loài: